# داویده مرولا
داویده مرولا (ایتالیایی: Davide Merola؛ زادهٔ ۲۷ مارس ۲۰۰۰) بازیکن فوتبال اهل ایتالیا است که در پست مهاجم برای باشگاه فوتبال اینتر میلان در سری آ بازی می‌کند.
وی همچنین در تیم‌های ملی فوتبال زیر ۱۵ سال ایتالیا، زیر ۱۶ سال ایتالیا، زیر ۱۷ سال ایتالیا، زیر ۱۸ سال ایتالیا و زیر ۱۹ سال ایتالیا بازی کرده‌است.